# Allotisis notablis
Allotisis notablis là một loài bọ cánh cứng trong họ Cerambycidae.